# Équipe Média
Équipe Média, a voltes citat com Equipo Mediático, és una agència de premsa del Sàhara Occidental apareguda el 2009, que realitza un treball clandestí als territoris sota administració del Marroc. Entre els seus objectius, destaquen el trencar el bloqueig informatiu que el Regne del Marroc exerciria al Sàhara Occidental. El seu president és Ahmed Ettanji.
Tenen un equip format per unes 25 persones joves, i cinc dels seus membres han estat detinguts al Marroc, alguns d'ells amb condemnes de cadena perpètua. Exerceixen com agència de notícies al Sàhara Occidental i van produir el documental 3 Stolen Cameras, guardonat al festival DOK Leipzig. El 2019 reberen el Premi Internacional de Periodisme Julio Anguita Parrado.
Comencen a treballar el 2009, en el context de l'alto el foc de 1991 i la intifada pacífica del 2005. D'ençà, han realitzat cobertura de manifestacions i altres actes que no apareixen en la premsa marroquina. El govern marroquí realitza un esforç per impedir-los gravar i alhora, Équipe Média es recolza en plataformes com Facebook o Twitter per a difondre el seu material.